# 에드 라우시
에드 J. 라우시(영어: Edd J. Roush, 1893년 5월 8일~1988년 3월 21일)는 미국의 프로 야구 선수이자 코치이다. 1913년부터 1931년까지 메이저 리그 베이스볼(MLB)의 시카고 화이트삭스, 인디애나폴리스 후시어스/뉴어크 페퍼스, 뉴욕 자이언츠, 신시내티 레즈에서 중견수로 뛰었다. 신시내티 레즈 시절 두 차례 내셔널 리그(NL) 타격왕에 올랐고, 소속팀의 1919년 월드 시리즈 우승을 이끌었다. 18시즌을 뛰며 통산 타율 .323를 기록했고, 1962년에 미국 야구 명예의 전당에 헌액되었다.